# Ulysses Moore
Ulysses Moore  ist eine Abenteuerserie, deren Bücher von dem italienischen Autor Pierdomenico Baccalario geschrieben wurden. Die Geschichte handelt von dem fiktiven Dorf Kilmore Cove in der englischen Grafschaft Cornwall und den Türen zur Zeit.

## Bücher

### 1. Staffel
1. Die Tür zur Zeit. Coppenrath, Münster 2008, ISBN 978-3-8157-7284-3. Italienisch: La porta del tempo (2004)
2. Die Kammer der Pharaonen. Coppenrath, Münster 2008, ISBN 978-3-8157-7709-1. Italienisch: La bottega delle mappe dimenticate (2005)
3. Das Haus der Spiegel. Coppenrath, Münster 2008, ISBN 978-3-8157-9321-3. Italienisch: La casa degli specchi (2005)
4. Die Insel der Masken. Coppenrath, Münster 2009, ISBN 978-3-8157-9468-5. Italienisch: L’isola delle maschere (2006)
5. Die steinernen Wächter. Coppenrath, Münster 2009, ISBN 978-3-8157-9733-4. Italienisch: I guardiani di pietra (2006)
6. Der erste Schlüssel. Coppenrath, Münster 2010, ISBN 978-3-8157-9869-0. Italienisch: La prima chiave (2007)

### 2. Staffel
1. Das Buch der Traumreisenden. Coppenrath, Münster 2011, ISBN 978-3-8157-5303-3. Italienisch: La città nascosta (2008)
2. Der Herr der Blitze. Coppenrath, Münster 2011, ISBN 978-3-649-60189-0. Italienisch: Il maestro di fulmini (2009)
3. Das Labyrinth der Schatten. Coppenrath, Münster 2012, ISBN 978-3-649-60585-0. Italienisch: Il labirinto d’ombra (2009)
4. Die Stadt im Eis. Coppenrath, Münster 2012, ISBN 978-3-649-61055-7. Italienisch: Il paese di ghiaccio (2010)
5. Der verbrannte Garten. Coppenrath, Münster 2012, ISBN 978-3-649-61152-3. Italienisch: Il giardino di cenere (2010)
6. Die Häfen des Schreckens. Coppenrath, Münster 2012, ISBN 978-3-649-61168-4. Italienisch: Il Club dei Viaggiatori Immaginari (2011)

## Kilmore Cove
Kilmore Cove ist ein Dorf in Cornwall, England. Dort findet ein Großteil der Handlung statt. Einige der Hauptfiguren reisen durch die Türen zur Zeit in andere Länder und Zeiten. Das Dorf ist von der Außenwelt isoliert und nicht auf Karten dargestellt. Es gibt nur eine Straße nach Kilmore Cove und einen stillgelegten Bahnhof. Die imaginären Reisenden versuchen, das Dorf zu beschützen.

## Die Türen zur Zeit
Die Handlung der ersten sechs Bücher, also der ersten Staffel, beschränkt sich auf die Türen zur Zeit und deren Schlüssel. Es gibt mehrere Türen zur Zeit verstreut im Dorf und jede Tür benötigt einen anderen Schlüssel zum Öffnen. Werden sie geöffnet, führen sie zu einer fernen Zeit und Raum, bei jeder Tür woanders, und sie kann nur wieder geöffnet werden, wenn die Reisenden durch sie zurückkehren.
Die einzige Ausnahme der Türen zur Zeit ist die in der Villa Argo, die den Reisenden an jeden Platz bringen kann, wohin er will, im Gegensatz zu den anderen Türen, wo nur ein Reiseziel möglich ist. Darum sind auch vier Schlüssel nötig, um diese spezielle Tür zu öffnen. Diese Tür führt zu einer Höhle und einem See, in dem ein Boot namens Metis liegt.

## Figuren
- Jason und Julia Covenant leben in der Villa Argo, kommen aber aus London. Sie sind Zwillinge und elf Jahre alt in der ersten Staffel, werden in der zweiten 13 Jahre alt. Julia ist etwas größer als Jason. Beide sind blond und haben blaue Augen. Im sechsten Buch verliebt sich Julia in Rick Banner und im zweiten Buch der zweiten Staffel wird Anita Bloom Jasons Freundin.
- Rick Banner ist ein Jahr älter als die Zwillinge und lebt schon immer in Kilmore Cove. Er ist rothaarig und sein Vater starb, als er kleiner war. Im sechsten Buch kommt heraus, dass sein Vater starb, weil er mit Leonard Minaxo den ersten Schlüssel suchte.
- Ulysses Moore heiratete Penelope Moore und die beiden wurden die Eigentümer der Villa Argo. Nestor, der Butler der Villa Argo, ist eigentlich Ulysses Moore, der diese Verkleidung verwendet, weil ihn die Dorfbewohner störten. Nach dem Tod seiner Frau blieb Ulysses als Butler in der Villa.
- Penelope Moore war Ulysses’ Ehefrau. Er traf sie auf einer Reise nach Venedig und sie verliebten sich.
- Leonard Minaxo ist der Leuchtturmwärter des Dorfes und war ein Mitglied der imaginären Reisenden, genau wie Ulysses und Penelope Moore. Gegen Ende des sechsten Buches wird bekannt, dass Leonard in die Bibliothekarin Calypso verliebt ist.
- Anita Bloom kommt in der zweiten Staffel in die Geschichte. Sie lebt mit ihrer Mutter in Venedig, Italien, während ihr Vater in England lebt. Sie findet ein Buch von einem Maler, der auch zum Club der imaginären Reisenden gehörte, und mit der Hilfe von Ulysses Moore´s Tagebüchern findet sie Kilmore Cove und die Covenant-Zwillinge.
- Nestor ist der Gärtner und Butler der Villa Argo.
- Oblivia Newton ist eine Millionärin, die die Türen zur Zeit kontrollieren will, und auch der Bösewicht der ersten Staffel.

## Adaptation
2010 wurde ein kurzer Film in Liverpool gedreht, um Interesse für eine mögliche Verfilmung von Ulysses Moore zu wecken, an dem Disney beteiligt war. Daraufhin wurde jedoch keine Verfilmung gemacht. 